# Ribozym
Een ribozym (ook wel ribozyme) is een RNA-molecuul dat een katalytische rol speelt in een biochemische reactie. Een katalysator is een stof die in de reactie wel gebruikt maar niet verbruikt wordt. Net als enzymatische eiwitten zijn ribozymen specifiek. In tegenstelling tot de meeste andere enzymen is een ribozym echter geen eiwit, maar een streng RNA. 
Niet alle katalytische biomoleculen blijken eiwitten te zijn. Voorbeelden van ribozymen zijn de RNA-delen van de ribosomen en viraal RNA dat viraal RNA splitst. 
Het feit dat RNA-moleculen bepaalde reacties kunnen katalyseren, ondersteunt de hypothese dat in de evolutie van het leven er een door RNA gedomineerde fase bestond, voordat DNA en proteïnen ontstonden. Deze hypothetische fase wordt de 'RNA-wereld' genoemd.
Vóór de ontdekking van ribozymen waren enzymen, die worden gedefinieerd als katalytische eiwitten, de enige bekende biologische katalysatoren. In 1967 waren Carl Woese, Francis Crick en Leslie Orgel de eersten die suggereerden dat RNA als katalysator zou kunnen werken. Dit idee was gebaseerd op de ontdekking dat RNA complexe secundaire structuren kan vormen. Deze ribozymen werden gevonden in het intron van een RNA-transcript, dat zichzelf uit het transcript verwijderde, evenals in de RNA-component van het RNase P-complex, dat betrokken is bij de rijping van pre-tRNA's. In 1989 deelden Thomas  Cech en Sidney Altman de Nobelprijs voor de chemie voor hun "ontdekking van katalytische eigenschappen van RNA".  
De term ribozym werd voor het eerst geïntroduceerd door Kelly Kruger et al. in 1982 in een artikel gepubliceerd in Cell.